# Vaxblekeri

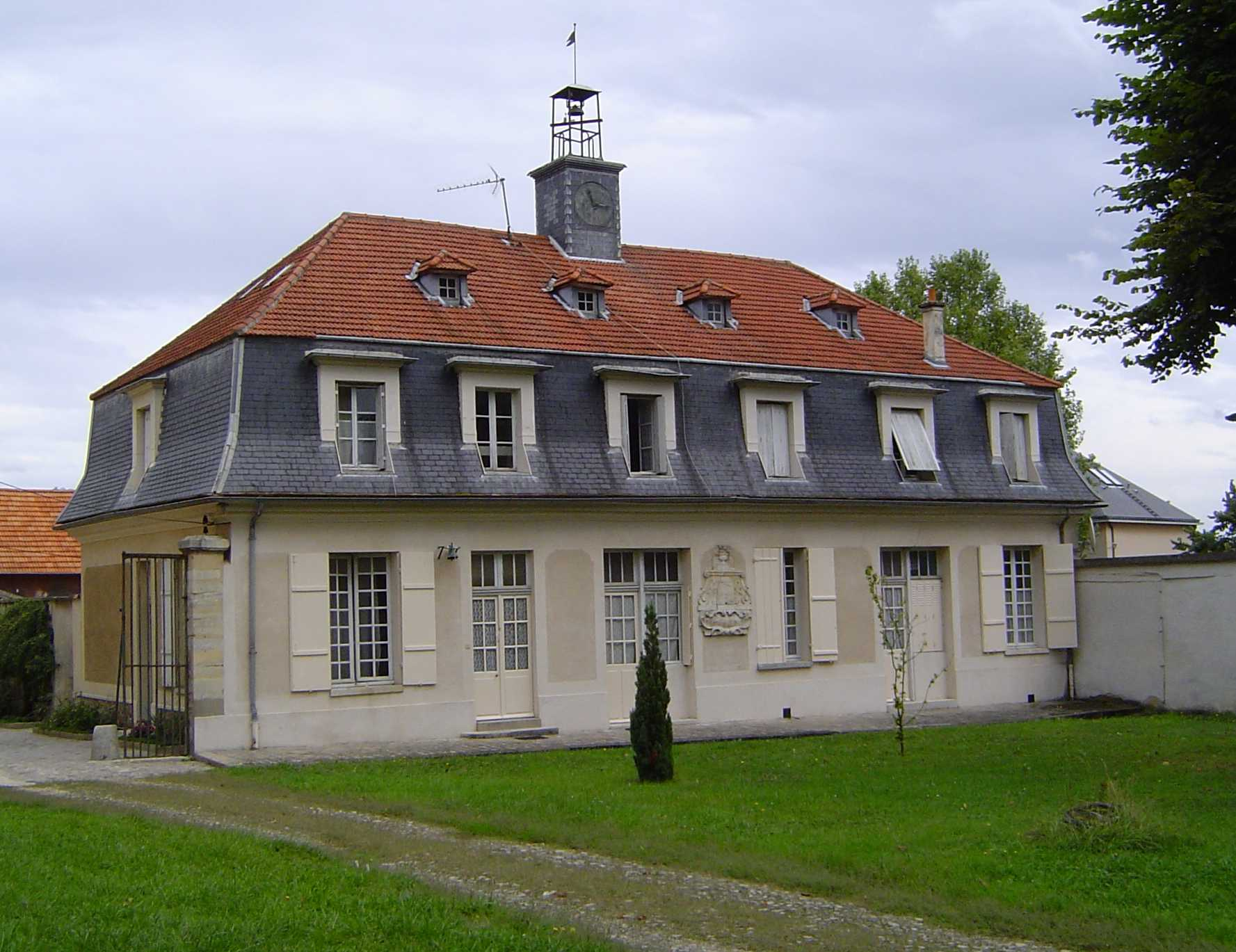
Vaxblekriet "Manufacture d'Antony pour le blanchissage des cires et la fabrique des bougies" i Antony i Frankrike, grundat 1702

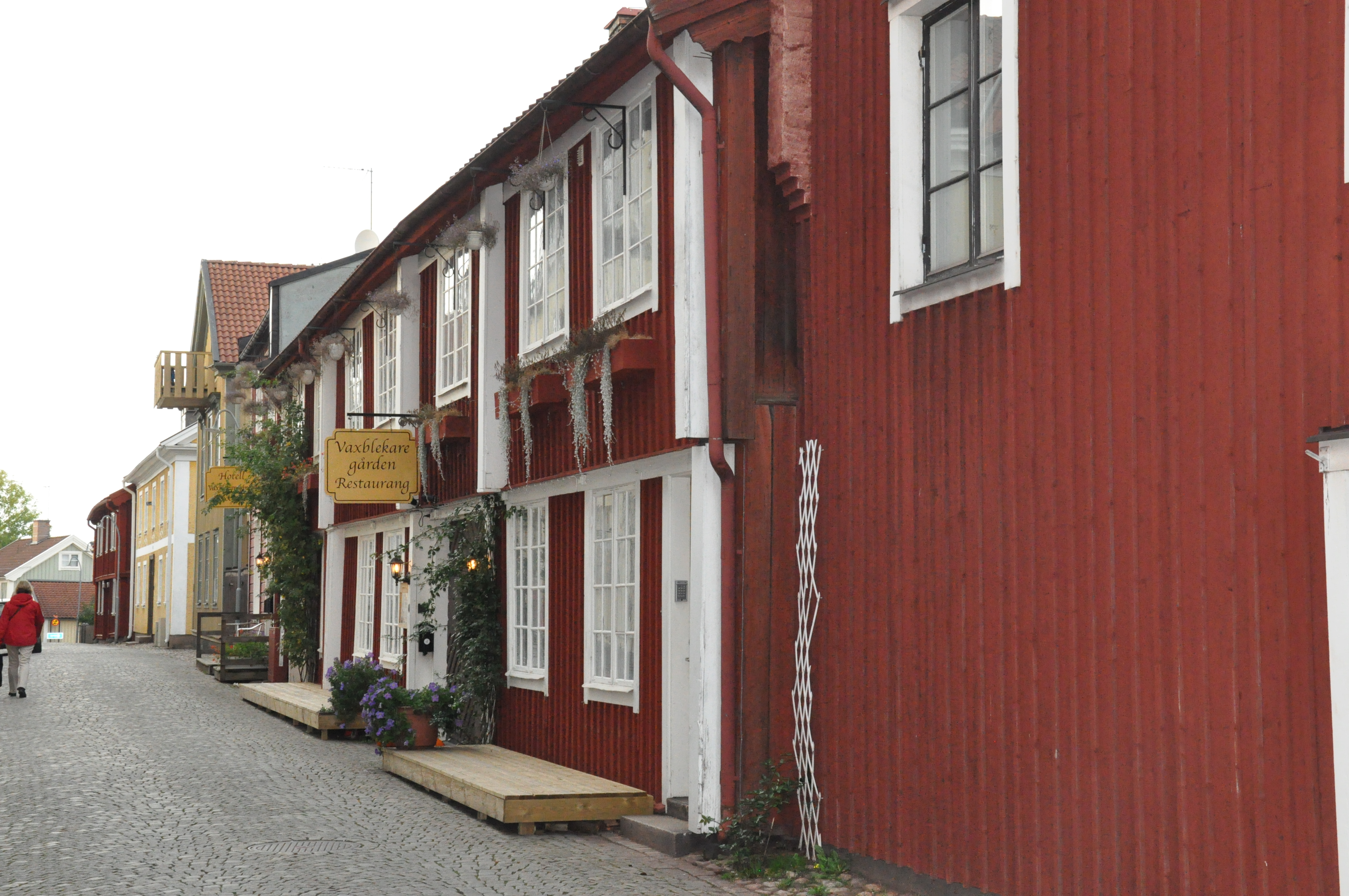
Vaxblekargården i Eksjö], där vaxblekning bedrevs från omkring 1834 och 1800-talet ut

Vaxblekeri var en hantverksmässig tillverkning av vitt vax, bland annat för vaxljus. Vaxblekningen är en omständlig hantverksmässig process, med rening i kokkar i flera omgångar, med sjudning, silning, avkylning i vatten, samt med blekning utomhus i solen sommartid.

## Historik
Bivax användes redan under antiken, bland annat vid balsameringar, till skrivtavlor och i gjuttekniken cire perdue. I Europa fick bivax utbredd användning under medeltiden för kyrkornas och överklassens vaxljus. Vaxljus gav en ljusstyrka och spred väldoft, och de var därför överlägsna osande talgljus.
Vaxblekarkonsten i Europa utvecklades i Italien och kom till Tyskland troligen på 1600-talet.

## Vaxblekning i Sverige
I Sverige intresserade sig Jonas Alströmer på 1700-talet, bland andra manufakturer, också för vaxblekning, efter att 1723 ha besökt ett hantverksmässigt vaxblekeri i Frankrike, men kom inte att själv anlägga något vaxblekeri. Den förste kände vaxblekaren i Sverige blev i stället perukmakaren Jan Reis i Stockholm, som 1741 erhöll Kommerskollegii tillstånd att bleka vax.
Salomon Ludvig Lamm anlade en vaxljusfabrik med tillhörande vaxblekeri 1835 på Heleneborg på Södermalm i Stockholm. Där tillverkades kyrkljus, nattljus och färgade vaxsorter. I Eksjö grundades vid samma tid ett vaxblekeri på Vaxblekargården, som 1809 togs över av Hanna Sandell och flyttades till Sävsjö. Det drevs sedan till 1950 och var då sedan länge Sveriges sista vaxblekeri.